# 45-mm-Panzerabwehrkanone M1932 (19-K)
Die 45-mm-Panzerabwehrkanone M1932 (russisch 45-мм противотанковая пушка обр. 1932 г.)  war eine leichte sowjetische Bataillons- und Panzerabwehrkanone mit einem Kaliber von 45 mm, die im Zweiten Weltkrieg eingesetzt wurde. Die Werksbezeichnung der Waffe lautete 19-K (19-К), der GAU-Index 52-P-243A(52-П-243A). Aus ihr entstand die 45-mm-Panzerabwehrkanone M1934, GAU-Index und Werksbezeichnung blieben gleich. 

## Beschreibung
Bei der 19-K handelt es sich um eine Weiterentwicklung der 37-mm-Panzerabwehrkanone M1930 (1-K). Es wurde das Kaliber von 37 auf 45 mm vergrößert, und in den Jahren 1932 bis 1937 fertigte das Kalinin-Werk Nr. 8, der Entwickler und Hersteller der Panzerabwehr- und Flugabwehrartillerie für die Rote Armee, relativ kleine Serien der Modelle M1932 und M1934 als 45-mm-Kanonen.

## Geschichte
Die erste von der Roten Armee (RKKA) in größerer Stückzahl eingeführte Panzerabwehrkanone, die 37-mm-Panzerabwehrkanone M1930, die auf einem ursprünglichen Entwurf der deutschen Firma Rheinmetall basierte, überzeugte die Führung der RKKA nicht. Man wünschte ein Feldgeschütz, anstelle einer reinen Panzerabwehrkanone, mit dem auch eine Wirkung gegen Infanterie und ungepanzerte Ziele erreicht werden konnte. Diese als Bataillonsgeschütz klassifizierte Waffe musste für eine bessere Sprengwirkung ein größeres Kaliber aufweisen.
Das Geschütz mit der Werkbezeichnung 19-K bestand deshalb aus einer überarbeiteten Lafette der 37-mm-Panzerabwehrkanone M1930 und einer im März 1932 entworfenen 45-mm-Kanone. Das Kaliber 45 mm wurde gewählt, da man über große Reserven französischer 47-mm-Munition verfügte; bei dieser wurden die Führungsringe weggefräst.
Die Rote Armee führt die neue Waffe bereits am 23. März 1932 ein. Die nun zu einem Viertel automatisch funktionierende Waffe erwies sich anfänglich als unbefriedigend. Die Mobilitätsfrage war nicht gelöst und die Waffe versagte häufig. Es begann eine Reihe von Nachbesserungen und es wurde sogar der verantwortliche Chefkonstrukteur wegen der Probleme mit der Waffe am 10. August 1933 verhaftet, da man zahlreiche Produktionsmängel entdeckte.
Am 26. Dezember 1933 begann ein neuerliche Erprobung des überarbeiteten Modells bei der RKKA. Die Änderungen am nunmehr halbautomatischen Geschütz wurden als Modell 1934 mit der Bezeichnung 45-mm-Panzerabwehrkanone M1934 (45-мм противотанковая пушка образца 1934 года) eingeführt.
Ein Panzergeschütz, das aus der Waffe entwickelt wurde, die 45-мм танковая пушка образца 1932/38 годов, kam in der frühen Phase der Kämpfe mit der deutschen Wehrmacht noch zum Einsatz. Es war die Hauptwaffe der Sechsrad-Panzerspähwagen BA-3, BA-6 und BA-9 sowie der Panzer T-26, T-24, BT-5 und BT-7.
Im Jahr 1937 wurde nochmals eine Überarbeitung des Modells vorgenommen, hieraus ergab sich der Typ 45-mm-Panzerabwehrkanone M1937 mit der Werksbezeichnung 53-K, der dann schnell zum neuen Standard-Pak-Geschütz der Roten Armee wurde. Die noch vorhandenen 37-mm-Kanonen M1930, 45-mm-Kanonen M1932 und M1934 wurden in den aktiven Einheiten nahezu vollständig durch das neue Geschütz ersetzt.

## Entwicklung
Die Entwicklung vom 37-mm-Ursprungsgeschütz 1-K hin zum endgültigen Modell 45-mm-Panzerabwehrkanone M1942 vollzog sich schrittweise, was sich zum einen an den Zwischenmodellen erkennen lässt, aber vielmehr durch viele kleine Nachbesserungen im Laufe der Produktion kenntlich ist.
Die Ursprungskonstruktion mit Holzspeichenrädern wurde erst 1934 auf eine Luftbereifung mit Rädern des GAZ-A versehen. Im Jahr 1936 wurden erstmals geschäumte Vollgummireifen montiert, wodurch das Gewicht auf 560 kg anstieg.

## Produktion
Die Waffe wurde ab 1932 gefertigt: 1932 waren es 6 Stück, 1933 schon 60, und bis 1. Januar 1937 zusammen 2.974 Stück. Zum 1. Januar 1936 hatte die Rote Armee 2062 Stück im Bestand, davon 2016 bei den Fronttruppen, 46 in der Instandsetzung und 12 bei Ausbildungseinheiten, ferner 1 unbrauchbares Geschütz. 1937 löste die 45-mm-Panzerabwehrkanone M1937 (53-K) das bisherige Modell in der Produktion ab, trotz aller Mängel der 45-mm-Munition.

## Einsatz
Die älteren 45-mm-Panzerabwehrgeschütze kamen in kleineren Stückzahlen zum Einsatz, als die Wehrmacht 1941 schnell vorstieß und neue Verbände mit Waffen aus den Arsenalen ausgerüstet werden mussten. Nicht auf Höchststand der Zeit verschafften diese trotzdem der Roten Armee die nötige Zeit, sich vom anfänglichen Schock zu erholen.

## Munition
Die Munition war von Beginn des Zweiten Weltkrieges an ein Schwachpunkt der in großer Zahl vorhandenen sowjetischen Geschütze. Bis etwa 1942 fehlten moderne Treibmittel, die höhere Mündungsgeschwindigkeiten ermöglichten. So war die Durchschlagsleistung des 45-mm-Kaliber anfangs des Großen Vaterländischen Krieges, wie der Abwehrkampf gegen die Wehrmacht in der Sowjetunion genannt wird, mit der Leistung der deutschen 37-mm-Pak und KwK vergleichbar.

## 4,5-cm-Panzerabwehrkanone 184 (r)
Wie vieles andere auch wurden die M1930 (19-K) und die dazugehörige Munition während des deutschen Angriffs auf die Sowjetunion durch die Wehrmacht erbeutet. Auf deutscher Seite wurde sie unter der Bezeichnung 4,5-cm-Panzerabwehrkanone 184 (r) (r für „russisch“) in Dienst gestellt.